# Дохно
Дохно (укр. Дохно) — село в Чечельницком районе Винницкой области Украины. В селе расположен остановочный пункт Дохно узкоколейной железной дороги Рудница — Голованевск.
Население по переписи 2001 года составляет 199 человек. Занимает площадь 8,29 км². Почтовый индекс — 24811. Телефонный код — 4351.

## Адрес местного совета
24810, Винницкая область, Чечельницкий район, с. Бондуровка, ул. Ленина, 1.